# Batilly-en-Gâtinais
Batilly-en-Gâtinais – miejscowość i gmina we Francji, w Regionie Centralnym, w departamencie Loiret.
Według danych na rok 1990 gminę zamieszkiwało 309 osób, a gęstość zaludnienia wynosiła 30 osób/km² (wśród 1842 gmin Regionu Centralnego Batilly-en-Gâtinais plasuje się na 832. miejscu pod względem liczby ludności, natomiast pod względem powierzchni na miejscu 1133.).